# Jay R. Ferguson
Pour les articles homonymes, voir Jay Ferguson et Ferguson.
Jay Rowland Ferguson Jr., dit Jay R. Ferguson, né le 25 juillet 1974 à Dallas, Texas (États-Unis), est un acteur et producteur américain.

## Biographie
Jay R. Ferguson est né le 25 juillet 1974 à Dallas, Texas (États-Unis).
Sa mère est l'actrice Bobbie Faye-Ferguson.

## Carrière
Il commence sa carrière en 1990, dans les séries The Outsiders et Ombre du soir (jusqu'en 1994).
En 2002, il est présent dans la série, L'Île de l'étrange.
En 2012, il joue aux côtés de Taylor Schilling et Zac Efron dans The Lucky One.

## Filmographie

### Cinéma

#### Longs métrages
- 1995 : Fièvre à Columbus University (Higher Learning) de John Singleton : Billy
- 1997 : Pink as the Day She Was Born de Steve Hall : Brad
- 1997 : Petits cauchemars entre amis (Campfire Tales) : Cliff (segment Campfire)
- 1998 : Girl de Jonathan Kahn : Parker Blackman
- 1999 : End of Innocence (Blue Ridge Fall) de James Rowe : Shane
- 2000 : Sex and manipulations (The In Crowd) de Mary Lambert : Andy
- 2001 : Hollywood Palms de Jeffrey Nachmanoff : Riley
- 2002 : The Year That Trembled de Jay Craven : Isaac Hoskins
- 2010 : The Killer Inside Me de Michael Winterbottom : Elmer Conway
- 2012 : The Lucky One de Scott Hicks : Keith Clayton
- 2014 : Back in the Day de Michael Rosenbaum : Mark
- 2014 : The Makings of You de Matt Amato : Wallis
- 2015 : Little Loopers de Jim Valdez : Todd
- 2015 : Club Life de Fabrizio Conte : Steven
- 2016 : A Stand Up Guy de Mike Young : Manny

#### Courts métrages
- 2006 : Spreading the News de Bradley Scott : Sampson
- 2006 : Passengers de Paul Aspuria : Edsel
- 2015 : The Last Dispensation of St. James de Catero Alain Colbert : Roth

### Télévision

#### Séries télévisées
- 1990 : The Outsiders : Ponyboy Curtis
- 1990 - 1994 : Ombre du soir (Evening Shade) : Taylor Newton
- 2002 : L'Île de l'étrange (Glory Days) : Shérif Rudy Dunlop
- 2003 - 2004 : Amy (Judging Amy) : Dr Todd Hooper
- 2005 : Médium : Tommy Lahaine
- 2005 - 2006 : Surface : Richard Connelly
- 2006 : Sleeper Cell : Warren Russell
- 2008 : Les Experts : Miami (CSI: Miami) : Larry Hopkins
- 2008 - 2009 : Easy Money : Cooper Buffkin
- 2009 : Weeds : Keith
- 2009 : Lie to Me : Jimmy
- 2010 : Castle : Dick Coonan
- 2010 : Ghost Whisperer : Gil Bradley
- 2010 - 2015 : Mad Men : Stan Rizzo
- 2011 : Burn Notice : John O'Lear
- 2011 : Super Hero Family (No Ordinary Family) : Agent Norris
- 2012 : The Unknown : Chef Nick Morrietti
- 2013 : Ray Donovan : Agent Thomas Volcheck, FBI
- 2015 : Chasing Life : Owen Gordon
- 2016 : The Mindy Project : Drew Schakowsky
- 2016 : Comedy Bang! Bang! : Paul Bunyan
- 2016 - 2017 : The Real O'Neals : Pat O'Neal
- 2017 : Twin Peaks : The Return : Agent spécial Randall Headley
- 2018 : The Romanoffs : Joe Garner
- 2018 : American Crime Story : Agent Keith Evans, FBI
- 2018 : Living Biblically : Chip Curry
- 2018 - 2024 : The Conners : Ben
- 2019 - 2020 : Briarpatch : Jake Spivey

#### Téléfilms
- 1990 : L'homme que je croyais épouser (Shattered Dreams) de Robert Iscove : Luke adolescent
- 1995 : The Price of Love de David Burton Morris : Beau